# Ti salverò!
Ti salverò! (A Promise to Nadia, 2000) è un'opera della scrittrice inglese Zana Muhsen, scritta in collaborazione con Andrew Crofts e pubblicata nel 2000.
Il libro è stato tradotto in finlandese, neogreco, norvegese, turco, spagnolo, cinese, ungherese, tedesco, olandese, oltre che in italiano.

## Contenuto
Nel 1980, Zana e Nadia Muhsen, due ragazze di Birmingham in Inghilterra, di madre inglese e padre yemenita, sono state ingannate dal loro padre durante un viaggio nello Yemen, nel corso del quale egli le ha vendute in matrimonio a due suoi amici.
Otto anni dopo, Zana riesce a tornare in Inghilterra. Prima di partire ha fatto una promessa a Nadia: le ha assicurato che, non appena giunta in Inghilterra, avrebbe fatto il possibile per tirar fuori da quell'inferno lei e i bambini, compreso suo figlio Marcus, avuto in seguito allo stupro subito da parte del giovane yemenita che era stata costretta a sposare.
Ti salverò! è il seguito di un altro libro pubblicato sempre da Zana Muhsen, intitolato Vendute!, in cui veniva narrata la loro vicenda. Libro che ha suscitato un enorme scalpore in tutto il mondo, vendendo più di due milioni di copie.
In Ti salverò! Zana racconta di come lei e sua madre Miriam non abbiano smesso di lottare per liberare Nadia. È una storia che rivela la verità nuda e cruda su come vive gran parte delle donne e dei bambini in una delle zone più povere del mondo.
Zana racconta delle battaglie condotte contro gli yemeniti e il governo inglese e di come una lunga serie di persone l'abbia imbrogliata con false promesse d'aiuto.
È un racconto avvincente che rasenta l'incredulità, una storia di inefficienza e corruzione, di ricerche, raggiri e spoliazioni, di coraggio e tenacia: quelli dimostrati da Zana, da sua madre e dal resto della famiglia che lottano ancora oggi per realizzare la promessa fatta a Nadia; e, nel contempo, è una storia che rivela come ogni giorno donne e bambini vengano ancora ridotti in schiavitù.

## Edizioni in italiano
- Zana Muhsen, Ti salverò!: l'atteso seguito di Vendute!, con Andrew Crofts; traduzione di Francesca Falconieri, Milano: A. Mondadori, 2000
- Zana Muhsen, Ti salverò!: l'atteso seguito di Vendute!, con Andrew Crofts; traduzione di Francesca Falconieri, Milano: Oscar Mondadori, 2000